# Federazione naturista italiana
La Federazione Naturista Italiana (FENAIT) è una federazione che raccoglie la maggior parte delle associazioni naturiste italiane.

## Storia
Comincia la propria attività nel 1972, e si costituisce ufficialmente con registrazione il 10 dicembre 1997. Attualmente ha sede a Torino.
La FENAIT rappresenta l'Italia nella Federazione Naturista Internazionale (INF-FNI), di cui fa parte.
Le prerogative della Federazione Naturista Italiana sono il coordinamento delle attività delle singole associazioni naturiste (di solito di natura regionale o interregionale), e più in generale la promozione e la tutela del naturismo e dei naturisti in Italia. 
Attualmente ne fanno parte:
- Associazione Naturista Italiana (A.N.ITA.)
- Associazione Naturista Ecologista Italiana (A.N.E.I.)
- Associazione Naturista Alto Adige - SudTiroler FreiKorperKultur (A.N.A.A. - S.F.K.K.)
- Associazione Naturista delle Tre Venezie (3VENAT)
- Associazione Naturista Umanista Liburnia
- Unione Naturismo Ambiente Italia (U.N.A.IT.)
- Associazione Naturisti Italiani (ASS.NA.IT.)
- Associazione Naturista Abruzzese (A.N.AB.)
- Associazione Naturista Pugliese (A.NA.P.)

Solo le associazioni che aderiscono alla Federazione naturista italiana (FENAIT) sono rappresentate nella Federazione Naturista Internazionale (INF-FNI): quest'ultima, per statuto, accoglie una sola federazione nazionale per paese.